# Loktjärnen (Junsele socken, Ångermanland)
Loktjärnen är en sjö i Sollefteå kommun i Ångermanland och ingår i Ångermanälvens huvudavrinningsområde.